# Alexander Erba-Odescalchi
Alexander Josef Innozeuz Erba-Odescalchi, med titeln principe de Monteleone, född 23 mars 1914 i Budapest i Österrike-Ungern, död 30 juni 2008 i Saltsjöbadens församling, var en ungersk-svensk jurist.
Alexander Erba-Odescalchi var son till fältmarskalken Jószef Cech (1855–1938) och Amalia Erba Odescalchi (1889–1969) men adopterades i övre tonåren av en syster till morfadern Hugo Erba Odescalchi (1842–1919), vilket gav rätt till namn men ej titlar. Italiens kung Viktor Emanuel III bekräftade 1943 hans titlar furste av Monteleone och markis av Mondonico inför hans ingifte i den tidigare österrikisk-ungerska regentfamiljen.
Han verkade som advokat i Budapest och var också storgodsägare. Han och hans hustru flydde från Budapest till Sverige 1944 före Röda arméns ankomst. I Sverige arbetade han på Svenska Handelsbanken.
Alexander Erba-Odescalchi gifte sig i augusti 1944 med Margarethe (Margit) av Habsburg-Lothringen, ärkehertiginna av Österrike (1925–1979), som var dotter till Josef Franz av Österrike och Anna av Sachsen. Enda barnet Sibylla Erba-Odescalchi, gift Beshai, (1945–2011) ärvde titeln furstinna av Monteleone. Ett av hennes barn är journalisten och författaren Augustin Erba.

## Arbete med att hjälpa judar i Ungern
I september 1999 fick han utmärkelsen Rättfärdig bland folken av israeliska Yad Vashem för sin hjälp till förföljda judar i Ungern under andra världskriget. På sitt gods hade han som butler anställt den tidigare judiske vinhandlaren Geza Steiner, som knackat på efter att ha flytt från en fångstransport till ett utrotningsläger och som överlevde den nazistiska ockupationen och senare emigrerade till USA. Dessförinnan hade han genom kontakter med statschefen och amiralen Miklós Horthy utverkat att flera hundra judar skulle befrias från plikten att bära Davidsstjärna och därmed kunde undgå deportation.